# Nathan Straus

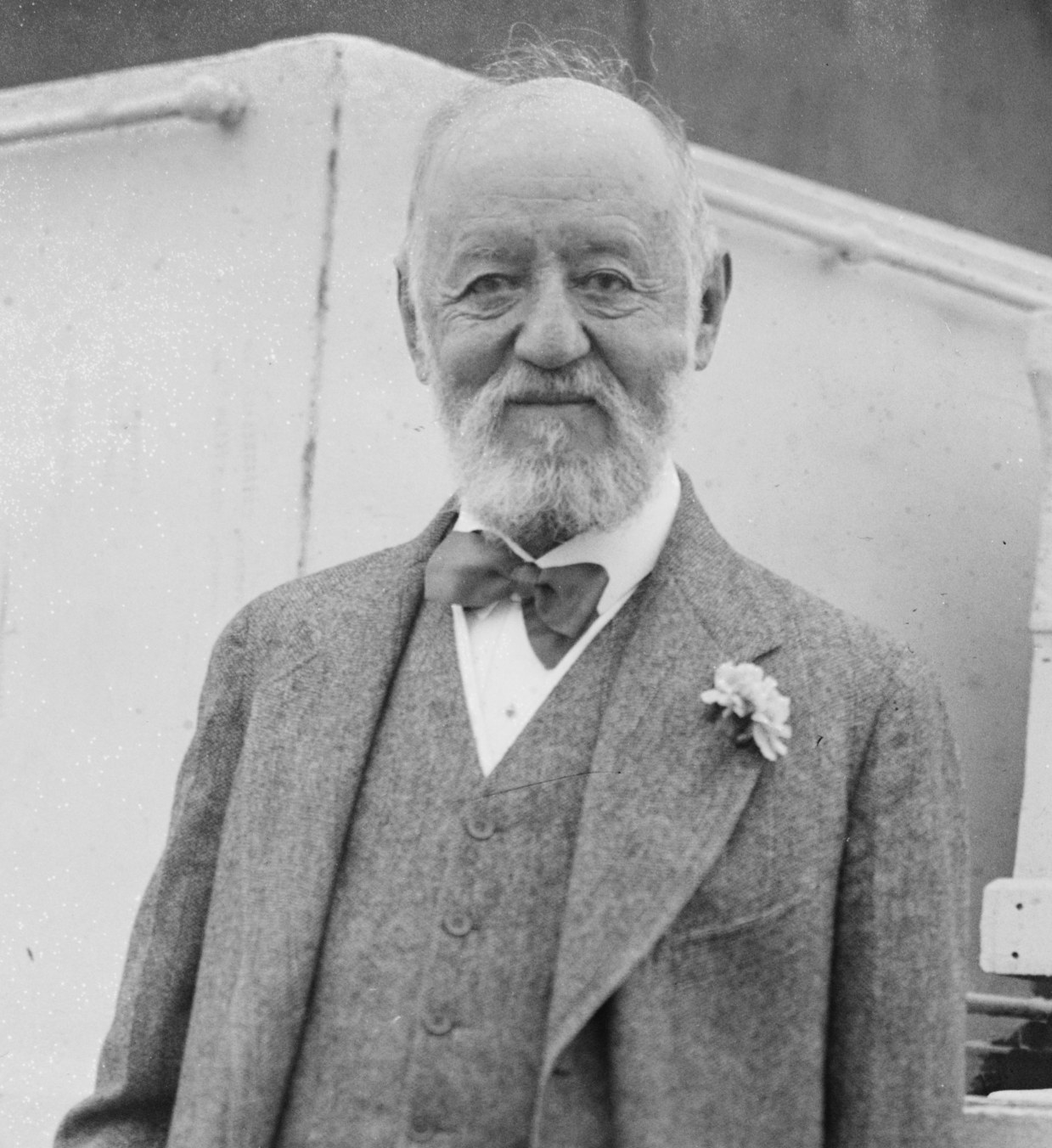
Nathan Staus, 1922

Nathan Straus (geb. 31. Januar 1848 in Otterberg, Pfalz, Königreich Bayern; gest. 11. Januar 1931 in New York City, Vereinigte Staaten) war ein deutsch-amerikanischer Geschäftsmann und Philanthrop, der in New York die beiden Kaufhäuser Macy’s und Abraham & Straus leitete. In seinen späteren Lebensjahren spendete er einen Großteil seines Vermögens dem zionistischen Kolonisierungsprojekt im damals osmanischen Palästina, wo die Stadt Netanja nach ihm benannt wurde.

## Leben
Nathan Straus war das dritte von vier Kindern des Lazarus Straus (1809–1898) und dessen Ehefrau Sara (1823–1876). Seine Geschwister waren Hermine Straus Kohns (1846–1922), Isidor Straus (1845–1912) und Oscar Solomon Straus (1850–1926). Die Familie emigrierte 1854 in die Vereinigten Staaten, wo sie sich in Georgia niederließ. Nach dem Amerikanischen Bürgerkrieg zog die Familie nach New York, wo Lazarus Straus L. Straus & Sons gründete, ein Handelsunternehmen für Essgeschirr und Glas.
Am 28. April 1875 heiratete Straus Lina Gutherz (1854–1930), mit der er sechs Kinder bekam, darunter Nathan Straus Jr. (1889–1961), der später Senator im Bundesstaat New York wurde, und Sissie Straus, die den New Yorker Chief Judge Irving Lehman (1876–1945) heiratete.
Straus und seine Brüder verkauften dem Kaufhaus R.H. Macy & Company Essgeschirr und Besteck. Im Jahr 1888 wurde sie Partner des Kaufhauses und 1896 schließlich Teilhaber. 1893 kauften Nathan und Isidor Straus die Anteile von Joseph Wechsler am Kaufhaus Abraham and Wechsler in Brooklyn auf, das sie in Abraham & Straus umbenannten.

### Politik
In den späten 1880er Jahren begann für Straus eine Zeit der Wohltätigkeit und des öffentlichen Dienstes in New York City. Er war von 1889 bis 1893 Parks Commissioner, 1898 Präsident des Board of Health und Commissioner des Department of Health und 1894 wurde er von Tammany Hall als Kandidat der Demokraten für das Bürgermeisteramt nominiert, zog sich jedoch aus dem Rennen zurück, als seine Freunde drohten, ihn zu meiden, wenn er dies täte.
Im Jahr 1892 gründeten er und seine Frau privat das Nathan Straus Pasteurized Milk Laboratory, um Kinder mit pasteurisierter Milch zu versorgen und so der Kindersterblichkeit und Tuberkulose vorzubeugen.
Während der Wirtschaftskrise von 1893 verkaufte Straus in seinen Milchstationen Kohle zum sehr niedrigen Preis von 5 Cent für 25 Pfund an diejenigen, die zahlen konnten. Diejenigen, die nicht zahlen konnten, erhielten die Kohle kostenlos. Er eröffnete auch Obdachlosenheime für 64.000 Menschen, die für 5 Cent eine Übernachtung mit Frühstück bekamen, und er finanzierte 50.000 Mahlzeiten für einen Cent pro Stück.

### Palästina
Als das Paar 1904 mit Lina das Mittelmeer bereiste, machte es einen Zwischenstopp in Palästina, obwohl es davon ausging, dass dies nur einer von vielen Zwischenstopps sein würde. Nathan schrieb: „Als wir Jerusalem erreichten, änderten wir unsere Pläne. Alles, was wir im Heiligen Land sahen, hinterließ einen so tiefen Eindruck auf uns, dass wir die Idee aufgaben, an andere Orte zu reisen. Die heiligen Stätten zu besuchen, von denen man seit der Kindheit hört und liest, die Szenen des Lebens zu sehen, wie sie in der Bibel dargestellt werden, war höchst bewegend. Von da an verspürten wir ein seltsames und intensives Verlangen, in dieses Land zurückzukehren.“ Nathan und Lina wurden überzeugte Zionisten.
Bei einem Besuch in Palästina im Jahr 1912 brach sich Straus das Bein und konnte seinen Bruder Isidor nicht auf die RMS Titanic begleiten. Isidor starb beim Untergang.
Die 1927 gegründete israelische Stadt Netanya (hebräisch: Natan, für Nathan) wurde ihm zu Ehren benannt. Die Gründer der Stadt hatten gehofft, dass er zur Entwicklung der Stadt beitragen würde, aber Straus hatte nichts zu geben, da er sein Geld bereits anderswo gespendet hatte. Auch die Rehov Straus (Straus-Straße) in Jerusalem, die während des britischen Mandats die Chancellor Avenue war, wurde nach ihm benannt.